# Rodrigo Sperafico

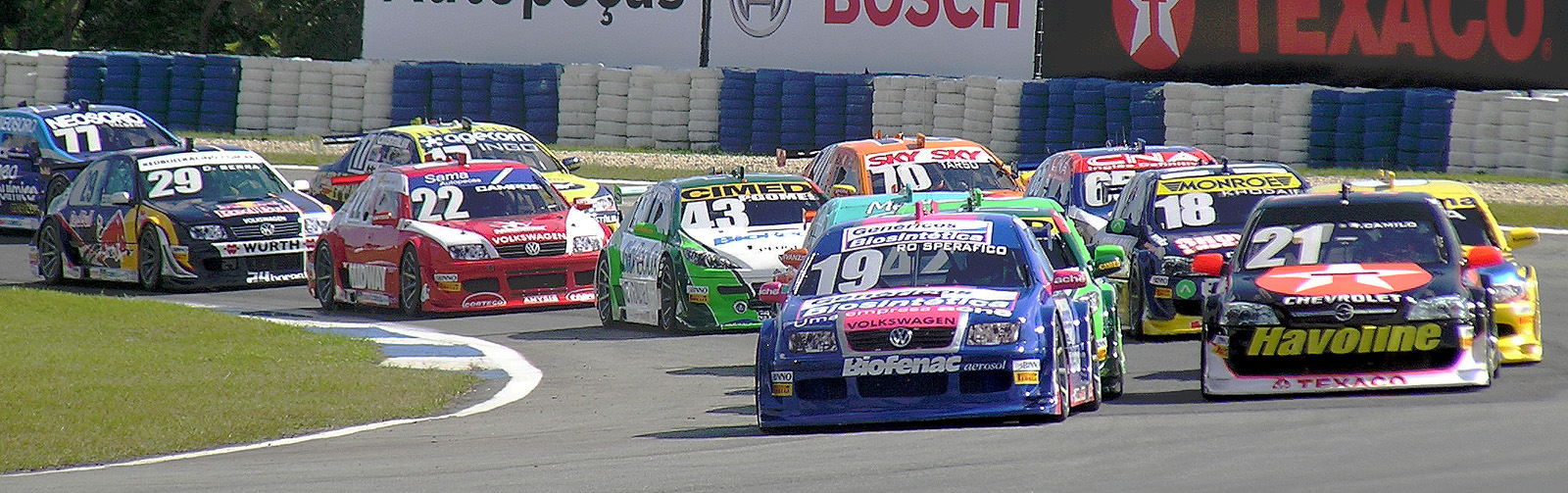
Rodrigo Sperafico (Startnummer 19) in der Stock Car Brasil 2007

Rodrigo Sperafico (* 23. Juli 1979 in Toledo) ist ein ehemaliger brasilianischer Rennfahrer aus der Familie Sperafico. Er ist der Zwillingsbruder von Ricardo und der Cousin von Alexandre und dem verstorbenen Rafael Sperafico.

## Karriere
Sperafico begann seine Karriere 1990 im Kartsport, den er bis 1996 ausübte. 1996 machte er zudem erste Erfahrungen im Formelsport und startete in der britischen Formel Ford Wintermeisterschaft. Danach ging er 1997 in der britischen Formel Ford an den Start und belegte den neunten Gesamtrang. Danach kehrte Sperafico für zwei Jahre nach Südamerika zurück und ging in der südamerikanischen Formel-3-Meisterschaft an den Start. Nach Platz sieben im ersten Jahr, belegte er in der zweiten Saison mit zwei Siegen den dritten Gesamtrang. 2000 wechselte der Brasilianer zurück nach Europa in die italienische Formel 3000. Während sein Zwillingsbruder den Meistertitel gewann, wurde er Vierter in der Gesamtwertung.
Wie sein Bruder wechselte er 2001 in die Formel 3000. Er startete als Teamkollege von Fabrizio Gollin für Coloni F3000. Ihm gelang es nicht Punkte einzufahren und er wurde nach neun Rennen durch Marc Goossens ersetzt. 2002 fand der Brasilianer erneut ein Cockpit in der Formel 3000 und er ging für das Durango-Team an den Start. Sperafico gewann direkt das erste Rennen in Interlagos und wurde beim zweiten Rennen Zweiter. Im weiteren Saisonverlauf schaffte er es nur bei einem weiteren Rennen als Dritter Punkte einzufahren. In der Gesamtwertung belegte er hinter seinem Bruder den sechsten Gesamtrang. Außerdem startete er 2002 mit weniger Erfolg bei acht Rennen der World Series by Nissan.
Nachdem er 2003 bei keinem Rennen gestartet war, kehrte er 2004 in die World Series by Nissan zurück. Er startete bei vier Rennen, in denen er ohne Punkte blieb. Darauf wechselte er in die Stock Car Brasil, in der er seit 2004 aktiv ist. Seine beste Platzierung erreichte er 2007, als er den Vizemeistertitel gewann. Der Vizemeistertitel wurde allerdings durch den Tod seines Cousins Rafael überschattet, der beim letzten Saisonlauf in der Stock Car Brasil Light tödlich verunglückte.

## Statistik

### Karrierestationen
- 1990–1996: Kartsport
- 1996: Britische Formel Ford Wintermeisterschaft
- 1997: Britische Formel Ford (Platz 9)
- 1998: Südamerikanische Formel-3-Meisterschaft (Platz 7)
- 1999: Südamerikanische Formel-3-Meisterschaft (Platz 3)
- 2000: Italienische Formel 3000 (Platz 4)
- 2001: Formel 3000 (Platz 20)
- 2002: Formel 3000 (Platz 6); World Series by Nissan (Platz 18)
- 2004: World Series by Nissan; Stock Car Brasil (Platz 25)
- 2005: Stock Car Brasil (Platz 13)
- 2006: Stock Car Brasil (Platz 9)
- 2007: Stock Car Brasil (Platz 2)
- 2008: Stock Car Brasil (Platz 14)
- 2009: Stock Car Brasil